# Sarkos kavics

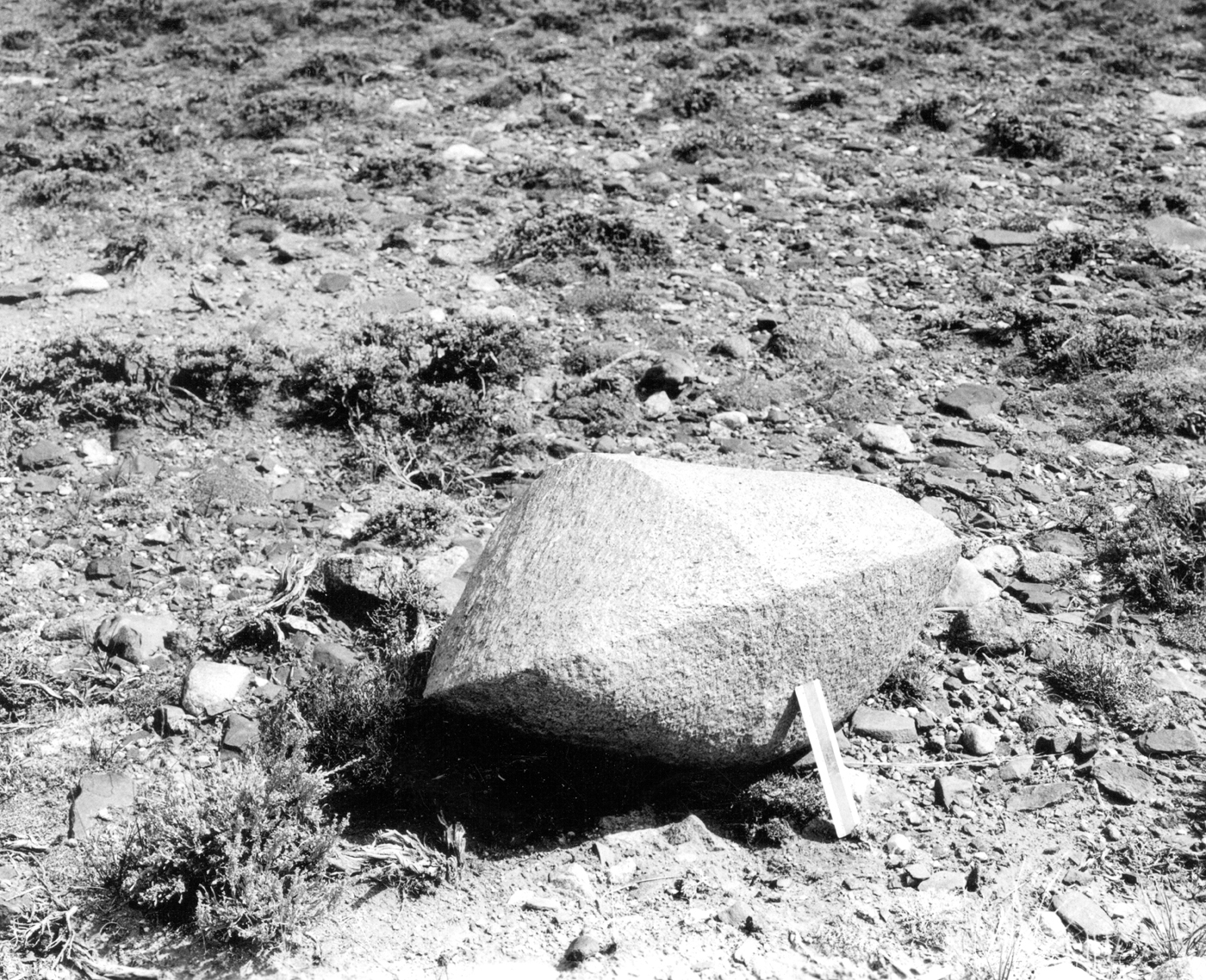
Szokatlanul nagy méretű sarkos kavics Wyomingban, 1930.

A sarkos kavics több éllel határolt, sima felületűre lecsiszolt kőzetdarab, amely általában sivatagokban fordul elő (német nevén: Dreikanter).

## Kialakulása
A szélmarás (szélkorrázió) a szélnek a felszín kőzeteit koptató, súroló tevékenysége. A kőzetek pusztítását a szél által szállított hordalék végzi. A szállítás közben a mozgó szemcsék egymáshoz és a felszínhez csapódva töredeznek, illetve kopnak. A kopás mértéke a szél erején kívül a kőzet keménységétől is függ. Ennek köszönhető, hogy a szállítás során az idő múlásával, illetve bizonyos távolság után a puhább szemcsék kikopnak, így a keményebbek lesznek az uralkodók az eolikus hordalékban. A sokat mozgott homok szemcséi többségében kvarcból állnak, amelyek a felszínhez csapódva vésik, csiszolják a felszín kőzeteit. A homokba ágyazott kavicsok felületét simára csiszolják, majd amikor a kavics kibillen helyzetéből, az újabb síkfelület lecsiszolásával él keletkezik, éles kavics alakul ki. Gyakran előfordul, hogy három él kialakulásával sarkos kavics jön létre.

## Jelentőségük, előfordulásuk
A sarkos kavicsok igen jelentősek a földtörténeti és klimatológiai kutatás szempontjából. Többek között a ma Lesencetomajhoz tartozó Billege erdejében találtak sok sarkos kavicsot.